# 菅原 (大阪市)
菅原（すがはら）は、大阪府大阪市東淀川区にある町名。現行行政地名は菅原一丁目から菅原七丁目。

## 地理
東淀川区の中央部に位置し、東に豊里、西に東淡路、北に下新庄、北東豊新と接している。

### 河川
- 淀川

## 歴史
1980年（昭和55年）2月に住居表示が実施され、もとの菅西町・豊里菅原町・豊里三番町・下新庄町一～五丁目の各一部を菅原に改称。二丁目に町名の由来となった菅原天満宮が所在する。

## 世帯数と人口
2019年（平成31年）3月31日現在の世帯数と人口は以下の通りである。
| 丁目       | 世帯数    | 人口     |
| ---------- | --------- | -------- |
| 菅原一丁目 | 1,044世帯 | 2,101人  |
| 菅原二丁目 | 1,099世帯 | 2,140人  |
| 菅原三丁目 | 1,386世帯 | 2,640人  |
| 菅原四丁目 | 912世帯   | 1,550人  |
| 菅原五丁目 | 299世帯   | 532人    |
| 菅原六丁目 | 890世帯   | 1,425人  |
| 菅原七丁目 | 1,165世帯 | 1,644人  |
| 計         | 6,795世帯 | 12,032人 |

### 人口の変遷
国勢調査による人口の推移。
| 1995年（平成7年）  | 11,891人 | [ 7 ]  |  |
| 2000年（平成12年） | 11,628人 | [ 8 ]  |  |
| 2005年（平成17年） | 11,739人 | [ 9 ]  |  |
| 2010年（平成22年） | 12,077人 | [ 10 ] |  |
| 2015年（平成27年） | 12,305人 | [ 11 ] |  |

### 世帯数の変遷
国勢調査による世帯数の推移。
| 1995年（平成7年）  | 5,672世帯 | [ 7 ]  |  |
| 2000年（平成12年） | 5,668世帯 | [ 8 ]  |  |
| 2005年（平成17年） | 5,982世帯 | [ 9 ]  |  |
| 2010年（平成22年） | 6,205世帯 | [ 10 ] |  |
| 2015年（平成27年） | 6,479世帯 | [ 11 ] |  |

## 事業所
2016年（平成28年）現在の経済センサス調査による事業所数と従業員数は以下の通りである。
| 丁目       | 事業所数  | 従業員数 |
| ---------- | --------- | -------- |
| 菅原一丁目 | 22事業所  | 162人    |
| 菅原二丁目 | 69事業所  | 1,007人  |
| 菅原三丁目 | 60事業所  | 424人    |
| 菅原四丁目 | 55事業所  | 663人    |
| 菅原五丁目 | 30事業所  | 127人    |
| 菅原六丁目 | 58事業所  | 1,280人  |
| 菅原七丁目 | 82事業所  | 841人    |
| 計         | 376事業所 | 4,504人  |

## 交通

### 鉄道
- 西日本旅客鉄道
  - おおさか東線 JR淡路駅

### 道路
- 大阪府道14号大阪高槻京都線
- 大阪府道16号大阪高槻線

## 施設
- 大阪市立菅原小学校
- 菅原天満宮
- 東淀川警察署 菅原交番
- 東淀川消防署
- 東淀川菅原四郵便局
- 東淀川菅原七郵便局
- 医誠会病院
- コーナン 東淀川菅原店
- スーパー玉出 東淀川店
- ラウンドワン 東淀川店
- ワークマンプラス 東淀川菅原店
- くら寿司 菅原店
- スシロー 東淀川2号店
- すき家 菅原店
- ココス 東淀川店

## その他

### 日本郵便
- 〒533-0022[3]（集配局：東淀川郵便局[13]）